# ستيغ بيرغستروم
ستيغ بيرغستروم (بالسويدية: Stig M. Bergström)‏ هو إحاثي سويدي، ولد في 12 يونيو 1935 في خوفدة في السويد.